# Phlyarus microspinicollis
Phlyarus microspinicollis là một loài bọ cánh cứng trong họ Cerambycidae.